# Burco
Burco este un oraș din Somaliland.